# Воропай, Галина Владимировна
Гали́на Влади́мировна Воропа́й (24 февраля 1972, Ленинград — 30 декабря 2021, Санкт-Петербург) — российский режиссёр, сценаристка, художник-аниматор на студии «Мельница».

## Биография
Родилась 24 февраля 1972 года в Ленинграде.
В 1990 году окончила Ленинградское Реставрационное училище с отличием. В 1996 году окончила Российский государственный педагогический университет имени А. И. Герцена, получив диплом специалиста. С 1995 по 2003 год занималась педагогической деятельностью.
В 2002 году окончила курсы художника-аниматора на студии «Мельница» под руководством Константина Бронзита, а с 2003 по 2016 год проработала на студии над различными анимационными проектами, такие как «Лунтик и его друзья» и «Барбоскины». В 2003 году окончила Вечерние рисовальные классы при Санкт-Петербургском академическом институте художеств имени Ильи Ефимовича Репина (4-х годичный курс обучения).
Являлась членом «Союза кинематографистов России» с 2012 года, с 2016 года — доцентом кафедры режиссуры по специализации «режиссура анимационного кино и компьютерной графики» в Санкт-Петербургском государственном институте кино и телевидения, преподавала режиссуру анимации и компьютерной графики.
Скончалась 30 декабря 2021 года в Санкт-Петербурге. Причиной смерти стал рак поджелудочной железы и желудка 4-й степени. Похоронена на Старо-Петергофском городском кладбище.

## Фильмография

### Художник-аниматор
- 2004 — Кот и Лиса
- 2004 — Алёша Попович и Тугарин Змей

### Режиссёр анимации
- 2008 — Про Федота Стрельца Удалого Молодца

### Режиссёр
- 2006—2013; 2015—2017 — «Лунтик и его друзья» (37 серий)
- 2011—2014; 2016 — «Барбоскины» (15 серий)
- 2015—2021 — Малышарики
- 2018—2021 — Монсики
- 2020—2021 — Тима и Тома
- 2021 — Супер МЯУ (6 серии)
- 2020—2021 — Смешарики. Новый сезон

### Режиссёр в режиссёрской команде
- 2013 — Иван Царевич и Серый Волк 2
- 2014 — Три богатыря. Ход конём
- 2015 — Иван Царевич и Серый Волк 3
- 2011—2017 — режиссёр в режиссёрской команде полнометражного анимационного 3D фильма «Урфин Джюс и его деревянные солдаты»

### Сценарист
- 2006—2013 — Лунтик и его друзья (139, 168, 236 серии)